# Bauholz

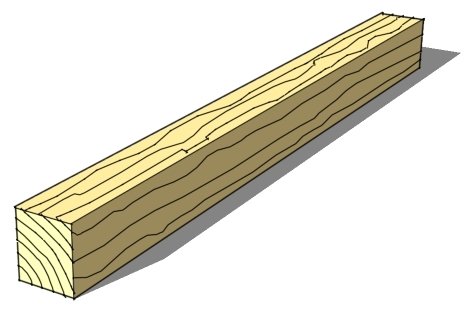
Bauschnittholz: Kantholz

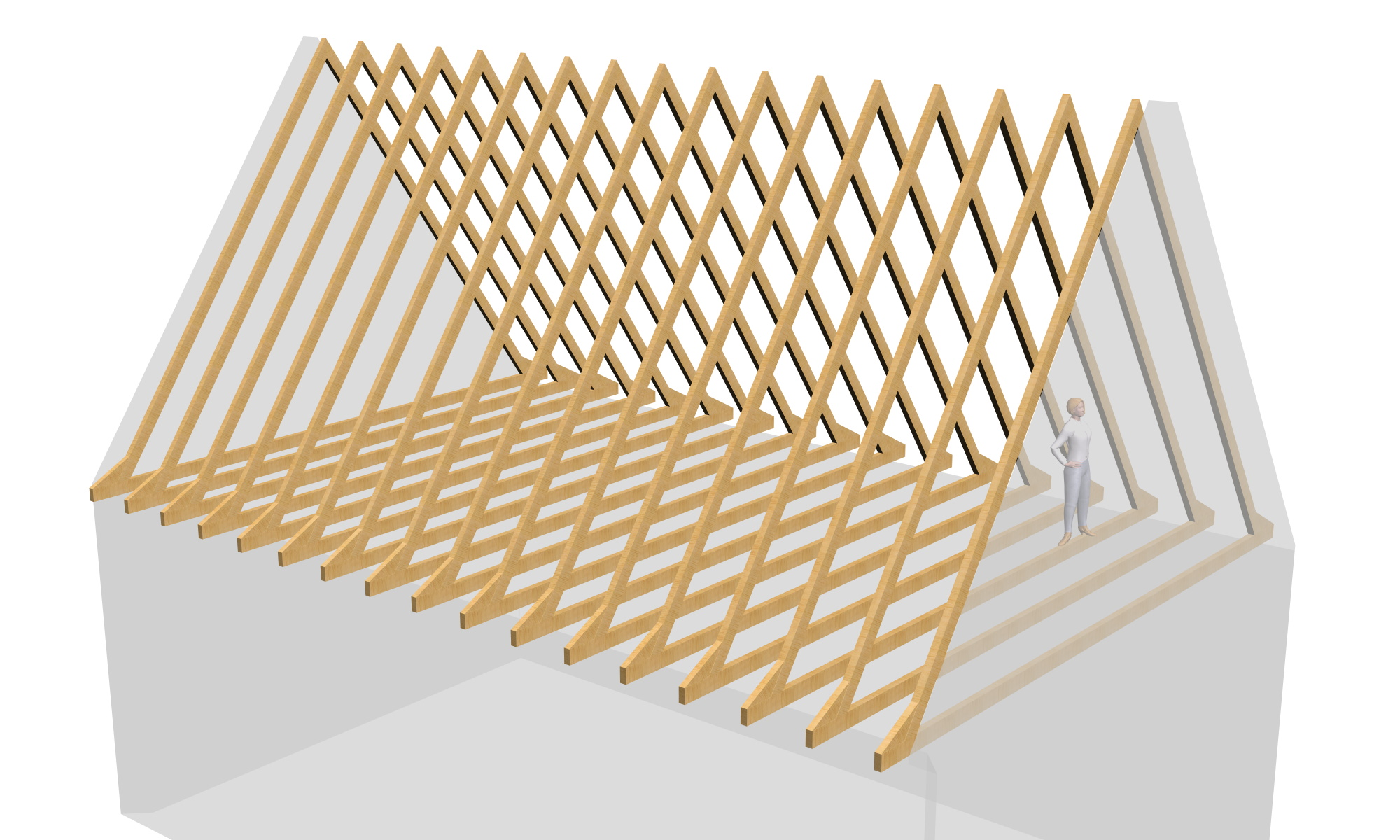
Typische Anwendung von Bauholz: Sparrendach mit Holzbalkendecke

Bauholz (auch Konstruktionsholz) ist Holz, das als Baustoff zur Errichtung von Gebäuden und anderen Bauwerken verwendet wird. Je nach Form und Verarbeitungsgrad wird zwischen verschiedenen Bauholzprodukten unterschieden, die in die Kategorien Vollholz, Brettschichtholz und Holzwerkstoff eingeordnet werden. Verschiedene Normen definieren Qualitätsansprüche und Eigenschaften, welche die Bauholzprodukte, je nach Verwendung, erfüllen müssen. Hochwertigere Qualitätsklassen werden teilweise als sogenanntes Konstruktionsvollholz vom Bauholz unterschieden. Die Entsorgung von Bau- und Abbruchhölzern (Altholzentsorgung) ist in der Altholzverordnung geregelt.

## Eigenschaften
Holz eignet sich aus vielen Gründen gut als Baumaterial, z. B. wegen der geringen Dichte bei zugleich hoher Steifigkeit, der guten Verarbeitbarkeit, der Beständigkeit (Dauerhaftigkeit), Tragfähigkeit usw. Diese Eigenschaften hängen stark von der Holzart, den verwendeten Holzanteilen (Kernholz, Splintholz), der Verarbeitung, dem Holzschutz und vielen anderen Faktoren ab.
Verschiedene Normen tragen dazu bei, bestimmte Qualitäten beim Bauholz sicherzustellen. In Deutschland sind z. B. nach der DIN 1052 nur bestimmte Holzarten zur Verwendung für tragende Zwecke zugelassen:
- Nadelhölzer: Fichte, Tanne, Kiefer, Lärche, Douglasie, Western Hemlock, Southern Pine und Yellow Cedar.
- Laubhölzer: Eiche, Buche, Teak, Keruing, Afzelia, Merbau, Angélique (Basralocus), Bongossi und Greenheart.

Die Verarbeitung von Bauholz im Bauwesen findet im Bereich des Rohbaus (Errichtung und Reparatur von Dachkonstruktionen, Bau bzw. Montage von Fertighäusern, Reparatur und Neubau von Fachwerkhäusern usw.) statt. Diese Tätigkeiten fallen in den Bereich der Zimmerleute.
Im Bauwesen werden weitere Holzprodukte verwendet, die jedoch nicht zum Bauholz im eigentlichen Sinne gehören. Dies sind z. B. Fenster, Türen oder Parkett. Auch im Betonbau wird vielfach Holz für Hilfskonstruktionen eingesetzt, z. B. als Schalungen, welches aber ebenfalls nicht zum Bauholz gezählt wird.

### Holzeigenschaften nach ÖNORM B 4100
Die nicht mehr gültige ÖNORM B 4100 Teil 2 von 1997 gibt für Vollholz, auch keilgezinkt, mit einer Holzfeuchte ≤ 20 % der Darrmasse folgende Eigenschaften an:
| Moduln bzw. Art der Beanspruchung   | Vollholz aus Fichte, Tanne, Kiefer, Lärche, Douglasie Sortierklasse nach ÖNORM DIN 4074-1 | Vollholz aus Fichte, Tanne, Kiefer, Lärche, Douglasie Sortierklasse nach ÖNORM DIN 4074-1 | Vollholz aus Fichte, Tanne, Kiefer, Lärche, Douglasie Sortierklasse nach ÖNORM DIN 4074-1 | Vollholz aus Fichte, Tanne, Kiefer, Lärche, Douglasie Sortierklasse nach ÖNORM DIN 4074-1 | Vollholz aus Fichte, Tanne, Kiefer, Lärche, Douglasie Sortierklasse nach ÖNORM DIN 4074-1 | Vollholz aus Eiche, Buche, mindestens Sortierklasse S 10 |
| Moduln bzw. Art der Beanspruchung   | S 7/MS 7                                                                                  | S 10/MS 10                                                                                | S 13                                                                                      | MS 13                                                                                     | MS 17                                                                                     | Vollholz aus Eiche, Buche, mindestens Sortierklasse S 10 |
| ----------------------------------- | ----------------------------------------------------------------------------------------- | ----------------------------------------------------------------------------------------- | ----------------------------------------------------------------------------------------- | ----------------------------------------------------------------------------------------- | ----------------------------------------------------------------------------------------- | -------------------------------------------------------- |
| E-Modul faserparallel               | 8000                                                                                      | 10 000                                                                                    | 10 500                                                                                    | 11 500                                                                                    | 12 500                                                                                    | 12 500                                                   |
| E-Modul fasernormal                 | 250                                                                                       | 300                                                                                       | 350                                                                                       | 350                                                                                       | 400                                                                                       | 600                                                      |
| Schubmodul G                        | 500                                                                                       | 500                                                                                       | 500                                                                                       | 550                                                                                       | 6000                                                                                      | 1000                                                     |
| Biegung zulässig σB                 | 7                                                                                         | 10                                                                                        | 13                                                                                        | 15                                                                                        | 17                                                                                        | 11                                                       |
| Zug zulässig σZII                   | 0/4                                                                                       | 7                                                                                         | 9                                                                                         | 10                                                                                        | 12                                                                                        | 10                                                       |
| Zug zul σZ┴                         | 0/0,05                                                                                    | 0,05                                                                                      | 0,05                                                                                      | 0,05                                                                                      | 0,05                                                                                      | 0,05                                                     |
| Druck zul σDII                      | 6                                                                                         | 8,5                                                                                       | 11                                                                                        | 11                                                                                        | 12                                                                                        | 10                                                       |
| Druck (normale Bedingungen) zul σD┴ | 2                                                                                         | 2                                                                                         | 2,5                                                                                       | 2,5                                                                                       | 2,5                                                                                       | 3                                                        |
| Druck (hohe Eindrückung) zul σD┴    | 2,5                                                                                       | 2,5                                                                                       | 3                                                                                         | 3                                                                                         | 3                                                                                         | 4                                                        |
| Abscheren zul τa                    | 0,9                                                                                       | 0,9                                                                                       | 0,9                                                                                       | 1                                                                                         | 1                                                                                         | 1                                                        |
| Schub aus Querkraft zul τQ          | 0,9                                                                                       | 0,9                                                                                       | 0,9                                                                                       | 1                                                                                         | 1                                                                                         | 1                                                        |
| Torsion zul τT                      | 0                                                                                         | 1                                                                                         | 1                                                                                         | 1                                                                                         | 1                                                                                         | 1,6                                                      |
| Beispiel                            | Beispiel                                                                                  | Beispiel                                                                                  | Beispiel                                                                                  | Beispiel                                                                                  | Beispiel                                                                                  | Beispiel                                                 |

In der ÖNORM B 4100, Teil 2 aus dem Jahr 2003 wurden die Holzeigenaschaften um den Rollschub ergänzt:
| Moduln bzw. Art der Beanspruchung   | Vollholz aus Fichte, Tanne, Kiefer, Lärche, Douglasie Sortierklasse nach ÖNORM DIN 4074-1 | Vollholz aus Fichte, Tanne, Kiefer, Lärche, Douglasie Sortierklasse nach ÖNORM DIN 4074-1 | Vollholz aus Fichte, Tanne, Kiefer, Lärche, Douglasie Sortierklasse nach ÖNORM DIN 4074-1 | Vollholz aus Fichte, Tanne, Kiefer, Lärche, Douglasie Sortierklasse nach ÖNORM DIN 4074-1 | Vollholz aus Fichte, Tanne, Kiefer, Lärche, Douglasie Sortierklasse nach ÖNORM DIN 4074-1 | Vollholz aus Eiche, Buche nach DIN 4074-5 in N/mm² |
| Moduln bzw. Art der Beanspruchung   | S 7/MS 7                                                                                  | S 10/MS 10                                                                                | S 13                                                                                      | MS 13                                                                                     | MS 17                                                                                     | LS 10                                              |
| ----------------------------------- | ----------------------------------------------------------------------------------------- | ----------------------------------------------------------------------------------------- | ----------------------------------------------------------------------------------------- | ----------------------------------------------------------------------------------------- | ----------------------------------------------------------------------------------------- | -------------------------------------------------- |
| E-Modul faserparallel               | 8000                                                                                      | 10 000                                                                                    | 10 500                                                                                    | 11 500                                                                                    | 12 500                                                                                    | 12 500                                             |
| E-Modul fasernormal                 | 250                                                                                       | 300                                                                                       | 350                                                                                       | 350                                                                                       | 400                                                                                       | 600                                                |
| Schubmodul G                        | 500                                                                                       | 500                                                                                       | 500                                                                                       | 550                                                                                       | 6000                                                                                      | 1000                                               |
| Biegung zulässig σB                 | 7                                                                                         | 10                                                                                        | 13                                                                                        | 15                                                                                        | 17                                                                                        | 11                                                 |
| Zug zulässig σZII                   | 0/4                                                                                       | 7                                                                                         | 9                                                                                         | 10                                                                                        | 12                                                                                        | 10                                                 |
| Zug zul σZ┴                         | 0/0,05                                                                                    | 0,05                                                                                      | 0,05                                                                                      | 0,05                                                                                      | 0,05                                                                                      | 0,05                                               |
| Druck zul σDII                      | 6                                                                                         | 8,5                                                                                       | 11                                                                                        | 11                                                                                        | 12                                                                                        | 10                                                 |
| Druck (normale Bedingungen) zul σD┴ | 2                                                                                         | 2                                                                                         | 2,5                                                                                       | 2,5                                                                                       | 2,5                                                                                       | 3                                                  |
| Druck (hohe Eindrückung) zul σD┴    | 2,5                                                                                       | 2,5                                                                                       | 3                                                                                         | 3                                                                                         | 3                                                                                         | 4                                                  |
| Abscheren zul τa                    | 0,9                                                                                       | 0,9                                                                                       | 0,9                                                                                       | 1                                                                                         | 1                                                                                         | 1                                                  |
| Schub aus Querkraft zul τQ          | 0,9                                                                                       | 0,9                                                                                       | 0,9                                                                                       | 1                                                                                         | 1                                                                                         | 1                                                  |
| Torsion zul τT                      | 0                                                                                         | 1                                                                                         | 1                                                                                         | 1                                                                                         | 1                                                                                         | 1,6                                                |
| Rollschub τR,zul                    | 0,5                                                                                       | 0,5                                                                                       | 0,5                                                                                       | 0,5                                                                                       | 0,5                                                                                       | 0,5                                                |

## Vollholz
Als Vollholz oder Massivholz werden Holzerzeugnisse bezeichnet, deren Querschnitte aus einem Baumstamm herausgearbeitet und eventuell spanabhebend (Bohren, Fräsen, Hobeln usw.) weiterverarbeitet wurden. Das Gefüge des Holzes wird, anders als bei Brettschichtholz und Holzwerkstoffen, nicht mechanisch oder mechanisch-chemisch verändert.
Beim Vollholz wird zwischen Rundholz und Schnittholz unterschieden:

### Baurundholz

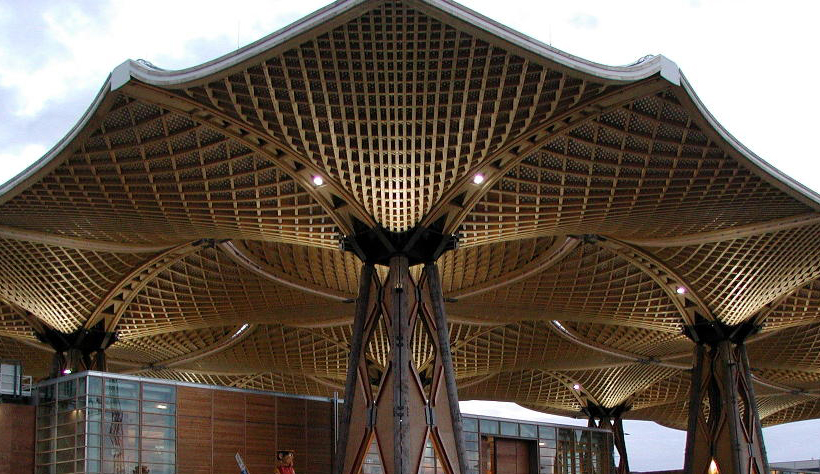
Baumstämme von Weißtannen aus Gersbach (Schopfheim) stützen auf der Expo 2000 das größte freitragende Holzdach der Welt.

Baurundholz besteht aus entasteten, entrindeten oder rundgeschälten Baumstämmen bzw. Stammabschnitten, auch als Rundholz bezeichnet. Diese werden oft ohne weitere Verarbeitung als Pfahl/Pflock, etwa als Pfosten oder Stützen, Rammpfahl (Pilot), Masten, Palisaden, zum Bau von Spielplatzgeräten sowie im Wasserbau, z. B. als Dalben, verwendet.
Qualitätsanforderungen für Baurundholz sind in Deutschland in der DIN 4074 Teil 2 Bauholz für Holzbauteile; Gütebedingungen für Baurundholz. (Nadelholz) definiert.

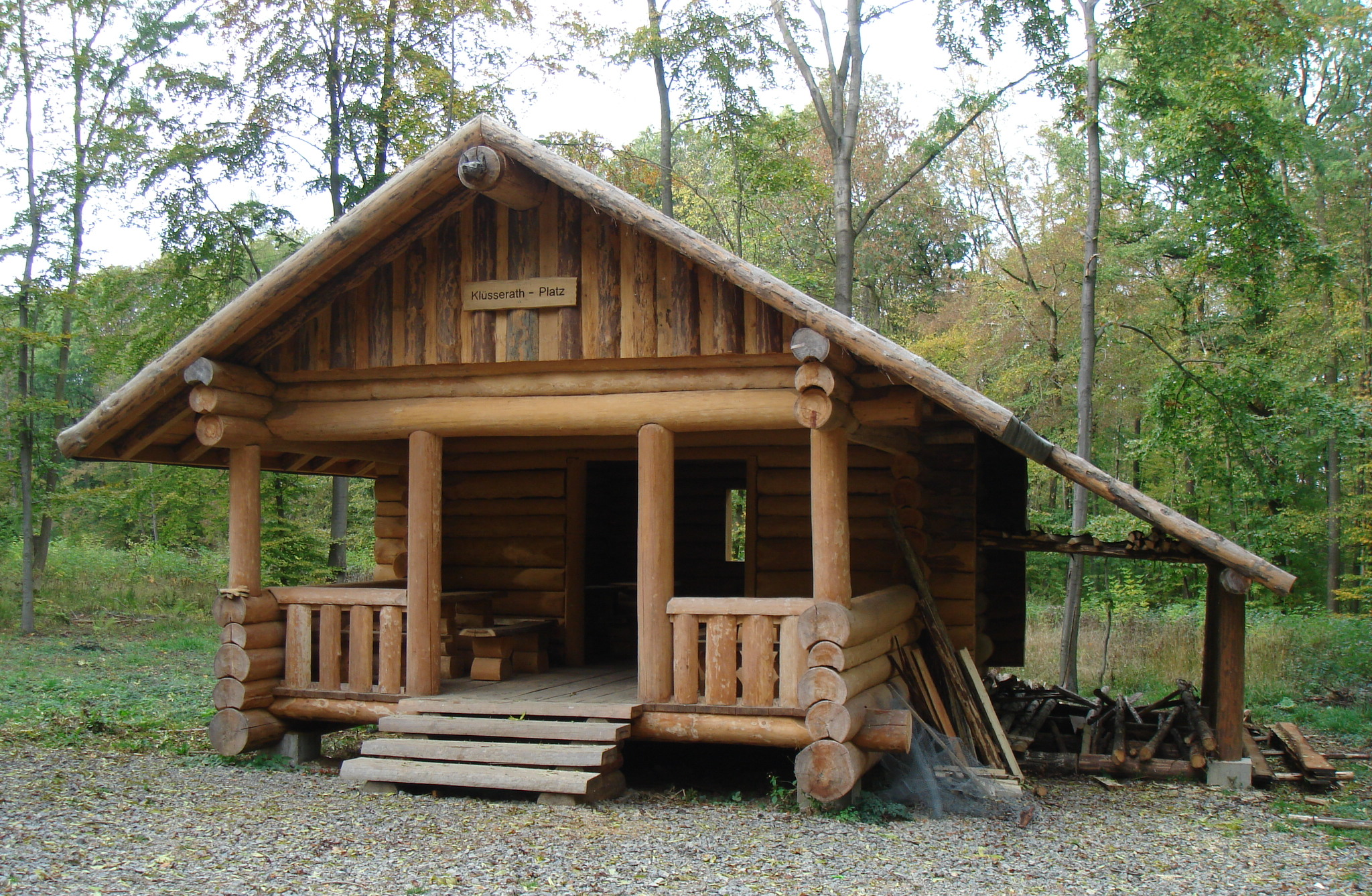
Typische einfache Blockhütte

Rundholz direkt zu verarbeiten, gehört zu den ursprünglichsten Nutzungsformen von Holz im Bauwesen. Da ganze Stämme aber dazu neigen, auf voller Länge bis in den Kern aufzureißen, ist eine aufwändigere Trocknung und Einsatz geeigneter Zimmermannsverbindungen Voraussetzung. Modernes Baurundholz hingegen ist meist auf genauen Durchmesser gefräst und kammergetrocknet.
Typische Einsatzgebiete von Rundholz, historisch wie aktuell, teils aus technischen Gründen, teils wegen der rustikalen Erscheinung:
- traditioneller Blockhausbau, insbesondere dort, wo mit Material vor Ort gearbeitet wird, wie abgelegenere Höfe und Hütten, Forst- und Jagdhäuser, Almhütten, Scheunen und Schober, und ähnliches
- einfache Nebengebäude (Lagerhütten, landwirtschaftliche Zweckbauten, Autounterstände, Pavillons)
- Gerätschaften für Spielplätze
- Zäune, Geländer und ähnliche Absperrungen
- einfachere Brücken (Fuß- und Radstege), Wegbefestigungen von Wanderwegen und alpinen Steigen, Boots- und Badestege, und Ähnliches
- Masten für Niederspannungs-Freileitungen oder Telefon
- Lärmschutzwände
- Lawinenverbauungen und Wasserbau
- Palisaden

### Behauenes Kantholz „Uso Fiume“ und „Uso Trieste“
Behauenes Kantholz mit quadratischem Querschnitt, wird aus einem Stamm gefräst. Dieses Kantholz wird nicht scharfkantig geschnitten, sondern charakterisiert sich durch abgerundete Baumkanten.
Die Bezeichnung von behauenem Kantholz als „Uso Fiume“ und „Uso Trieste“ leitet sich von den Hafenstädten Fiume und Triest ab.
Der Unterschied zwischen den beiden Kantholz-Typen besteht darin, dass bei Kantholz „Uso Fiume“ die Bearbeitung parallel zur Stammachse erfolgt, wohingegen die Bearbeitung von Kantholz „Uso Trieste“ der Abholzigkeit des Stammes folgt. D. h. der Stamm wird konisch bearbeitet.
Da ein Holzstamm je zu einem Balken verarbeitet wird (einstieliges Bauholz), bleibt die natürliche Festigkeit des Stammes und die Struktur der Holzfasern und Jahrringe intakt.

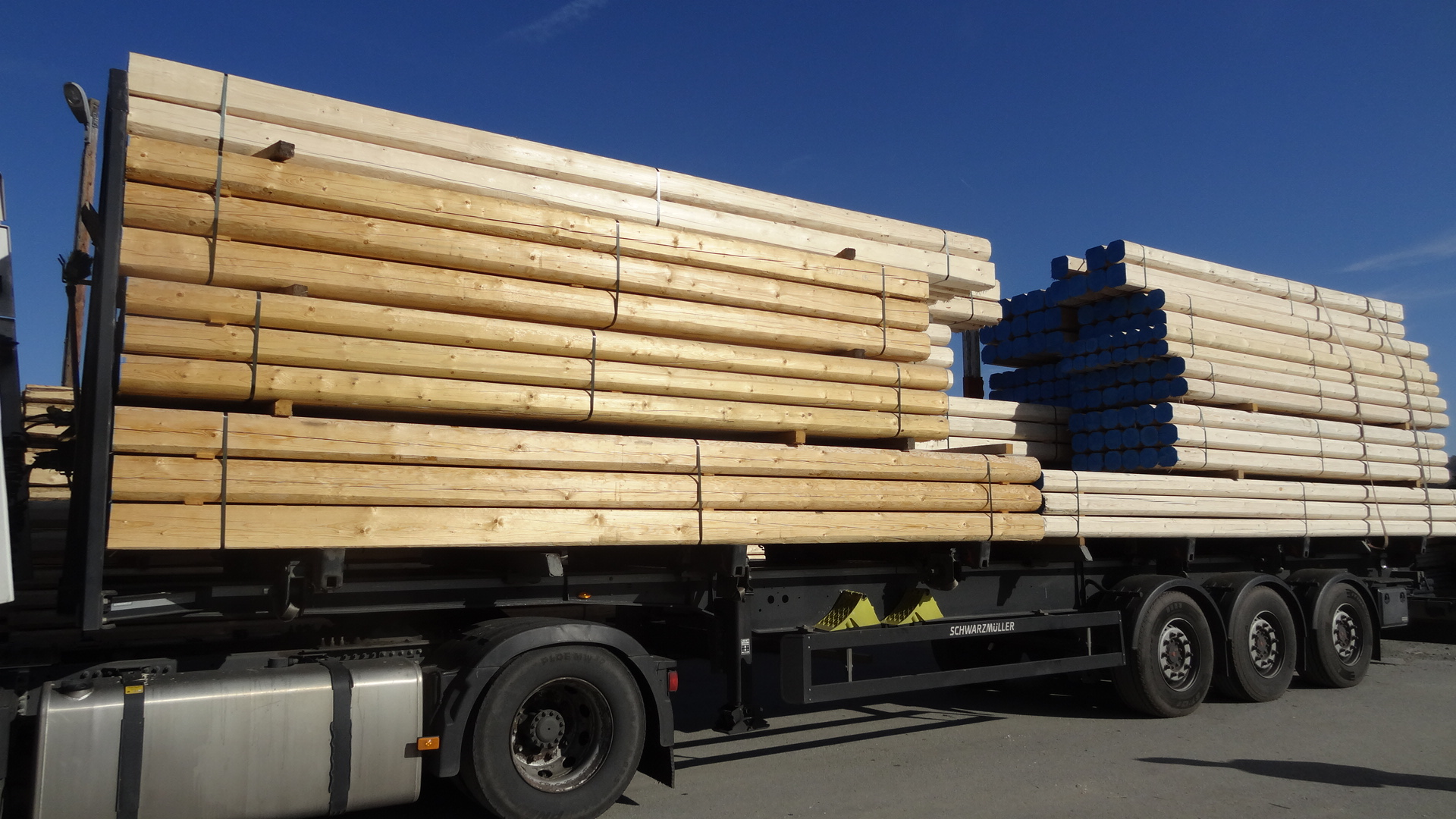
Festigkeitssortiertes behauenes Kantholz Typ: „Uso Fiume“

Verglichen mit konventionell geschnittenem Bauholz (mehrstielig gesägtes Bauholz), zeichnet sich behauenes Kantholz deshalb durch eine höhere Stabilität und Tragfähigkeit aus. Produkteigenschaften wie die Festigkeitswerte finden sich in der ETA-11/0219 herausgegeben von der Europäischen Organisation für Technische Zulassungen.
Mechanische Eigenschaften der Festigkeitsklassen:
- UFS/A für behauenes Kantholz „Uso Fiume“
- UTS/A für behauenes Kantholz „Uso Trieste“

Die CE-gekennzeichnete Sortimente UFS/A („Uso Fiume“) und UTS/A („Uso Trieste“) sind vergleichbar mit der Festigkeitsklasse C24 nach EN338.

### Bauschnittholz
Bauschnittholz wird aus Rundholz durch Sägen parallel zur Stammachse hergestellt, hat eine Mindestdicke von 6 mm und in der Regel einen rechteckigen oder annähernd rechteckigen Querschnitt. Es kann scharfkantig eingeschnitten sein oder noch Konturreste des Baumstammes haben.
Voraussetzung für die Verwendung als Bauschnittholz für tragende Zwecke, wie z. B. Dachstühle, ist in Deutschland die Sortierung nach der Tragfähigkeit gemäß DIN 4074 (Teil 1 für Nadelschnittholz bzw. Teil 5 für Laubschnittholz). Die früher häufig angewandte Sortierung nach den Tegernseer Gebräuchen ist für Bauholz nicht mehr maßgeblich, aber weiterhin handelsüblich. Die DIN 4074 wurde als Produktnorm in die Bauregelliste aufgenommen und ist bauaufsichtlich eingeführt. Bauschnittholz für tragende Zwecke muss also zwingend den Sortierkriterien dieser Norm entsprechen.

#### Konstruktionsvollholz
Als Konstruktionsvollholz wird veredeltes Bauschnittholz bezeichnet, das gemäß einer Verbändevereinbarung zwischen dem Bund Deutscher Zimmermeister und der Überwachungsgemeinschaft Konstruktionsvollholz gegenüber der DIN 4074 erhöhte Qualitätsanforderungen erfüllt. Es besteht aus Nadelvollholz-Kanthölzern der Holzarten Kiefer, Tanne, Lärche, Douglasie oder Fichte. Man unterscheidet weiterhin zwischen Konstruktionsvollholz für den sichtbaren Bereich (KVH-Si) und Konstruktionsvollholz für den nicht sichtbaren Bereich (KVH-NSi). In der Regel ist KVH ein keilgezinktes Vollholzprodukt aus Nadelholz. Damit lassen sich beliebig lange Längen herstellen. Nach EN 1995-1-1, Abschnitt 3.2, Abs. 5 müssen Keilzinkenverbindungen die Anforderungen der EN 385 erfüllen. Nach EN 1995-1-1/NA, NCL zu 3.2 darf Keilgezinktes Vollholz nur in den Nutzungsklassen 1 und 2 verwendet werden. Die Nutzungsklassen werden in EN 1995-1-1, Abschnitt 2.3.1.3 definiert. Für KVH gelten die Festigkeits-, Steifigkeits- und Rohdichtekennwerte für Vollholz. Die Kennwerte sind in EN 338 angegeben.
In Deutschland wird je nach Querschnittsform und Dimension Bauschnittholz in unterschiedliche Produktklassen nach DIN 4074-1 unterteilt:
KantholzAls Kanthölzer bezeichnet man Bauholz, das durch Beschlagen (Formen des Kantholzes per Axt) oder Sägen mit vier im rechten Winkel zueinander stehenden Kanten versehen ist, welche die Querschnittsfläche ergeben. Kanthölzer werden sowohl im Bauwesen, als auch in der Möbeltischlerei eingesetzt. Sie dienen dort als Tischbeine, Verstrebungen, Lehnen und vieles andere. Als Bauschnittholz weisen Kanthölzer eine Mindestdicke von 4 cm nach DIN 4074 Bauschnittholz (bzw. 6 cm DIN 68252 für Handelsware allgemein) auf, wobei die Querschnittshöhe maximal das Dreifache der Breite beträgt. Vorwiegend hochkant biegebeanspruchte Bretter und Bohlen sind nach DIN 4074-1 wie Kantholz zu sortieren und entsprechend zu kennzeichnen. Wichtige Einsatzbereiche von Kanthölzern sind bzw. waren z. B. Dachsparren, Stützen und Fachwerk. Ein Gütemerkmal ist die Schnittklasse.

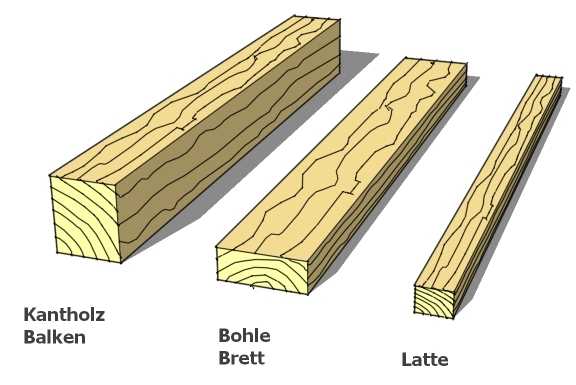
Beispiel für die verschiedenen Arten von Bauschnittholz: Kantholz/Balken, Bohle/Brett und Latte

Balken Der Balken ist die umgangssprachlich benutzte Form für die technische Bezeichnung eines Kantholzes, die sich mehr oder weniger auf die Anwendungsart/Verwendungszweck oder Dimension bezieht. Beim Balken misst die längere Seite des Querschnitts mindestens 20 cm. Häufig werden Balken zur Konstruktion von Holzbalkendecken verwendet.
BalkenschichtholzZur effizienten Ausnutzung des Rohholzes und industriellen Herstellung von formstabilen und rissminimierten Balken werden zwei bis fünf Bretter, Bohlen oder Kanthölzer flachseitig und faserparallel zu Balken zusammengeleimt.
Balkenschichtholz aus zwei oder drei Vollholzlagen werden auch als Duobalken und Triobalken bezeichnet. Die Bezeichnungen Lamellenholz, Lamellenbalken und Leimholz sollten aufgrund der Verwechslungsgefahr mit Brettschichtholz vermieden werden. Balkenschichtholz darf nach DIN EN 1995-1-1/NA, Abschnitt NCL NA.3.8, Abs. NA.2 nur in den Nutzungsklassen 1 und 2 verwendet werden und bedarf nach Abs. NA.1 einer allgemeinen bauaufsichtlichen Zulassung. Mit Ausnahme des Elastizitätsmodul parallel zur Faser gelten laut Zulassung Z-9.1-440 die Festigkeits-, Steifigkeits- und Rohdichtekennwerte für Vollholz.
Wie beim Konstruktionsvollholz und Brettschichtholz werden in der Regel Holzlagen mit Keilzinkenverbindungen verwendet. Der Unterschied zum Brettschichtholz besteht lediglich in der Verwendung von größeren Einzelquerschnitten.
Balkenschichtholz wird nach der europäischen DIN EN 14080:2013 gefertigt, wobei in Deutschland die zugehörige Anwendungsnorm DIN 20000-3:2015 zu beachten ist. Die bisherige allgemeine bauaufsichtliche Zulassung Z-9.1-440 gilt vorläufig weiter.
BohleAls Bauschnittholz hat eine Bohle eine Dicke von mindestens 40 mm und eine Breite von mindestens der dreifachen Dicke.
BrettEin Brett hat eine maximale Dicke von 40 mm und eine Breite von mindestens 80 mm. Bretter zur Herstellung von Brettschichtholz können auch größere Dicken als 40 mm aufweisen.
LatteEine Latte ist ebenfalls bis 40 mm dick, hat aber im Gegensatz zum Brett eine Breite von maximal 80 mm.

## Brettschichtholz

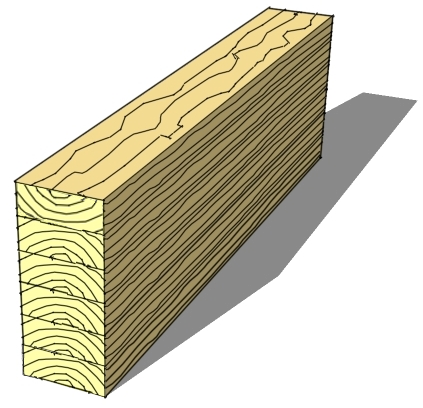
Beispiel für Brettschichtholz

Als Brettschichtholz (kurz BSH oder Leimholz) bezeichnet man Holz, das mindestens drei Brettlagen hat und in gleicher Faserrichtung verleimt ist. Mit Brettschichtholz können größere Dimensionen, freiere Formen und höhere Festigkeiten als mit Vollholz erreicht werden. Die naturgegebenen Beschränkungen der Abmessungen werden überwunden, und es können auch weit gespannte Ingenieurtragwerke (Holzingenieurbau) ausgeführt werden, die gegenüber Stahl- und Spannbeton wirtschaftlich und konstruktiv konkurrenzfähig sind.
In der Regel verlaufen die einzelnen Holzlagen beim Brettschichtholz parallel zur kürzeren Seite des Querschnitts. Beim Balkenschichtholz ist oft das Gegenteil der Fall.

### Duo- und Triobalken
Im modernen Holzbau kommen oft auch so genannte Duobalken oder Triobalken zum Einsatz. Dies sind geschützte Produktbezeichnungen für zwei oder drei flachseitig miteinander verleimte Bohlen oder Kanthölzer. Die Herstellungsweise ist prinzipiell identisch mit der von Brettschichtholz, nur dass die einzelnen Lagen aus dickeren Holzelementen bestehen.
Duo- und Triobalken werden daher auch als Balkenschichtholz bezeichnet. Die verwendeten Hölzer haben eine Dicke von bis zu 80 mm (bei Breiten bis 280 mm) bzw. 120 mm (bei Breiten bis 100 mm).

## Holzwerkstoffe
Holzwerkstoffe sind Werkstoffe, die durch Zerkleinern von Holz und anschließendes Zusammenfügen der Strukturelemente erzeugt werden. Beispiele sind Sperrholz, Holzspanwerkstoffe (Spanplatten, OSB-Platten) und Holzfaserwerkstoffe (Hartfaserplatten, MDF-Platten).

## Holzeinschlag
Der Holzeinschlag findet in der Regel in der kalten Jahreszeit während der Saftruhe der Bäume statt, da der Wassergehalt des Holzes in diesem Zeitraum geringer ist und Frischholzschädlinge weniger aktiv sind. Neben der schnelleren Trocknung ist Holz mit geringem Feuchtegehalt auch deutlich weniger anfällig gegenüber holzzerstörenden Pilzen.
Schließlich reißt und verwirft sich Kernholz mit geringer Feuchte auch in geringerem Umfang beim Trocknen.

## Bauholz als Kohlenstoff-Speicher (CO2-Reduktion)
Während der Bestandszeit eines Gebäudes ist der im Bauholz eingelagerte Kohlenstoff dem Kohlenstoffzyklus entzogen. Wird Bauholz aus der nachhaltigen deutschen Forstwirtschaft verwendet, so wachsen an der Stelle, wo die Bäume für das Bauholz gefällt worden sind, neue Bäume nach, die wiederum Kohlendioxid aus der Atmosphäre aufnehmen und in der Photosynthese zu Sauerstoff und Kohlenstoff umwandeln. Mit den molaren Massen für Sauerstoff 16,0 g/mol, Kohlenstoff 12,0 g/mol und somit Kohlendioxid mit {\displaystyle 2\times 16+12=44\,{\text{g/mol}}} lässt sich die Umsetzung der Massen berechnen zu:
{\displaystyle \mathrm {\ 44\ g\ CO_{2}\longrightarrow \ 12\ g\ C+\ 32\ g\ O_{2}} }
Bezogen auf die Maßeinheit in Kilogramm werden 44 kg Kohlendioxid aus der Atmosphäre aufgenommen und 32 kg davon als Sauerstoff wieder an die Atmosphäre abgegeben. 12 kg Kohlenstoff werden im Holz eingelagert. „Die elementare Zusammensetzung des Holzes ist etwa: 50,5 % Kohlenstoff, 6,4 % Wasserstoff, 43 % Sauerstoff, 0,3 % mineralische Bestandteile (Holzasche), unter 0,1 % Stickstoff.“ Mit dieser Zusammensetzung und der obigen Massengleichung lässt sich die zunächst widersprüchlich erscheinende Tatsache begründen, dass je 24 kg Holz 44 kg Kohlendioxid aus der Atmosphäre aufgenommen werden.

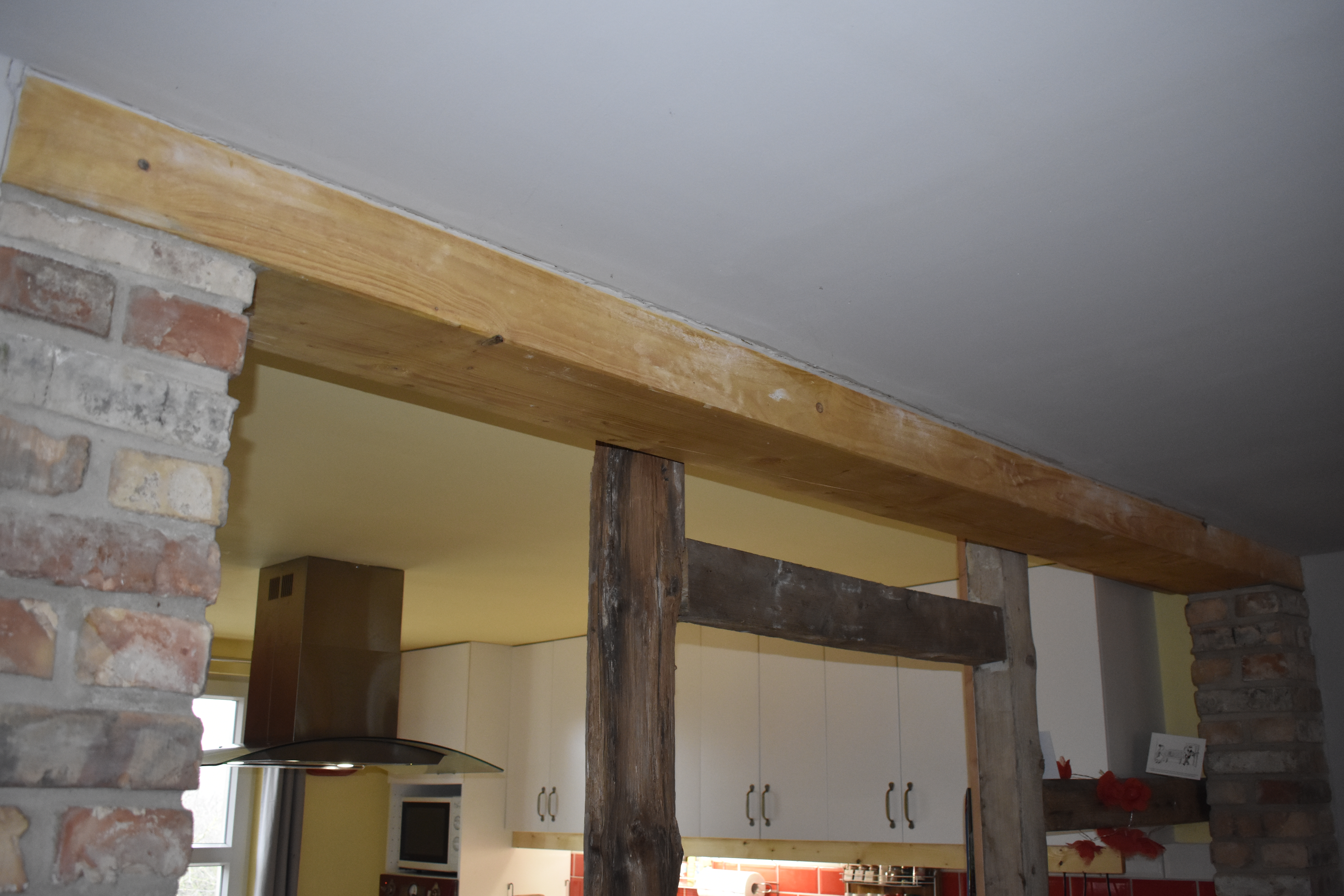
Holzbalken 25 × 25 cm, 3,34 m lang

Der im Bild dargestellte 3,34 m lange Holzbalken mit einem Querschnitt von 25 cm × 25 cm trägt eine Gewichtslast von 4 Tonnen und hat eine Masse von 94 kg. Darin sind 47 kg Kohlenstoff eingelagert, wofür 172 kg Kohlendioxid aus der Atmosphäre aufgenommen worden sind. An gleicher Stelle hätte ein Stahlträger (HEB 140 gemäß DIN 1025-2) eingesetzt werden können, mit einer Masse von 113 kg. Nach dem bisherigen Herstellungsverfahren (Jahr 2024) von Stahl wären dafür 1,7 kg Kohlendioxid je kg Stahl in die Atmosphäre abgegeben worden, also 192 kg für den Stahlträger in der konkreten Anwendung. Durch den Einsatz von Holz anstelle von Stahl verringert sich die Belastung der Atmosphäre durch CO2 um 364 kg, für den konkreten Anwendungsfall, mit einem 94 kg schweren Holzbalken.

## Brandschutz
„Im Hinblick auf diese Anforderungen ist der Holzbau als sehr gut kalkulierbar zu bezeichnen. Die Holzbauteile selbst werden durch die einsetzende Holzkohlebildung geschützt. Infolge der geringen Wärmeleitung des Holzes durchwärmen die Bauteile nur sehr langsam und bleiben aufgrund der geringen Temperatur und des geringen Temperaturausdehnungskoeffizienten auch sehr formstabil.“ Um bei Stahlträgern die Standfestigkeit im Brandfall angemessene lange aufrechtzuerhalten müssen diese gegen Wärme durch Einbetonieren, Beplanken etc. geschützt werden.

## Risse
Im Bauholz kann man grob drei Rissarten unterscheiden: Risse, welche vor dem Einbau entstehen, Schwindrisse und Lastrisse. Bei den Rissen vor dem Einbau Kernrisse, Frostrisse, Fällrisse, Schalenrisse (auch Ringschäle). Es gibt auch Schwindrisse, die vor dem Einbau entstehen, jedoch ist es auch möglich, dass diese Risse auch nach dem Einbau kommen. Bei den Lastrissen kann man zwischen Querzugrisse, Scherrisse, Spaltrisse oder Schubrisse unterscheiden.
Schwindrisse sind ab einer Rissbreite von 7 % oder Risstiefen ab 0,5 Querschnitsbreite sind bei Bestandsbauten genauer anzuschauen. Die Tiefe sollte mit einem Metallblatt oder Kunststoffblatt gemessen werden, um auch den Rissgrund zu erreichen. Mit einem Taschenmesser, welches zu steif ist, erreicht man den Rissgrund häufig nicht. Schwindrisse mindern die Tragfähigkeit in der Regel nicht. Bei Biegung ist die zulässige Risstiefe t ≤ 0,7 mal die Höhe oder t ≤ 0,6 Breite des Trägers. Bei Schub ist die zulässige Risstiefe t ≤ 0,7 mal die Höhe oder t ≤ 0,5 Breite. Bei Druckstäben ist die Schlankheit zu beachten; unbedenklich sind Risstiefen t ≤ 0,5 mal der Breite. Sollten die Risse bei Querschnittsschwächung und bei Verbindungsmitteln auftreten, dann ist besondere Vorsicht geboten. Bei tiefen Rissen kann man die Risse mit stabförmiger Bewehrung hineingeklebt werden. Vor allem Epoxidharze und ungesättigte Polyesterharze können als Kleber verwendet werden.

## Normen
Für Bauholz sind verschiedene Normen relevant:

### EN-Normen
- EN 1995-1-1:2010-12 Entspricht der europäischen Norm EC5 und ist nur in Verbindung mit entsprechenden nationalen Normen gültig.
  - DIN EN 1995-1-1/NA:2010-12. Sie ersetzt DIN 1052:2008-12
  - ÖNORM B 1995-1-1 (2004/A1:2008)/NA:2009 In Österreich ist der nationale Anhang (NA) bauaufsichtlich eingeführt (6/2009) und muss  dort verwendet werden.
- EN 338:2003 Bauholz für Tragende Zwecke – Festigkeitsklassen
- EN 1194:1999 Holzbauwerke – Brettschichtholz – Festigkeitsklassen und Bestimmung charakteristischer Werte

### DIN-Normen
- DIN 1052:2008-12 Berechnung und Bemessung von Holzbauwerken – Allgemeine Bemessungsregeln und Bemessungsregeln für den Hochbau.
- DIN 4074:
  - DIN 4074-1 (2003-06) Sortierung von Holz nach der Tragfähigkeit – Teil 1: Nadelschnittholz.
  - DIN 4074-2 (1958-12) Bauholz für Holzbauteile; Gütebedingungen für Baurundholz (Nadelholz).
  - DIN 4074-5 (2003-06) Sortierung von Holz nach der Tragfähigkeit – Teil 5: Laubschnittholz.
ist auch als ÖNORM DIN 4074-x für Österreich verbindlich
- DIN 68252-1 Begriffe für Schnittholz, Form und Maße.

### ANSI
In den USA gibt es folgende ANSI Standards:
- ANSI 117: Standard Specification for Structural Glued Laminated Timber of Softwood Species
- ANSI 405: Standard for Adhesives for Use in Structural Glued Laminated Timber
- ANSI A190.1: Product Standard for Structural Glued Laminated Timber
- ANSI/APA PRP 210: Standard for Performance Rated Engineered Wood Siding
- ANSI/APA PRG 320: Standard for Performance Rated Cross-Laminated Timber
- ANSI/APA PRR 410: Standard for Performance Rated Engineered Wood Rim Boards
- ANSI/APA PRS 610.1: Standard for Performance Rated SIPs in Wall Applications

### ETA
- ETA-11/0219: Nach Festigkeit sortiertes Bauholz für tragende Zwecke - Baumkantige, rechteckig besäumte Stammabschnitte für tragende Bauteile in Gebäuden und Ingenieurbauwerken

### AS
- AS 1684 Residential Timber Framed Construction[15]